# Eidmanacris bidentata
Eidmanacris bidentata är en insektsart som beskrevs av Carlos Frankl Sperber 1998. Eidmanacris bidentata ingår i släktet Eidmanacris och familjen syrsor. Inga underarter finns listade i Catalogue of Life.